# Umrzeć przed świtem
Umrzeć przed świtem (ang. Dead Before Dawn) – amerykański dramat/thriller telewizji ABC zrealizowany w 1993. Film opowiada o autentycznym wydarzeniu, które miało miejsce w Dallas.

## Fabuła
Czterdziestoletnia Linda Edelman (Cheryl Ladd) postanawia przerwać nieudane małżeństwo. Wspólnie z synem Stephenem (Andrew Gilchrist) i córką Kathleen (Kimberly Horner) opuszcza brutalnego męża Roberta Edelmana (Jameson Parker) i wszczyna sprawę sądową. Adwokat Lindy radzi jej zrzec się opieki nad dziećmi ze względów taktycznych. Linda dowiaduje się jednak, że jest on inspirowany przez męża. Siostra Lindy namawia ją do zmiany kancelarii i sprawę przejmuje 'Ike' Vanden Eykel (Stanley Anderson), który zapewnia Lindzie prawo do opieki nad dziećmi oraz stawia przed Edelmanem wygórowane żądania finansowe. Gdy sprawy prawne zaczynają przybierać dla męża niekorzystny obrót, angażuje on płatnego mordercę. Okazuje się, że wynajęty człowiek jest agentem FBI. Agent nakłania Lindę do zniknięcia, by uwiarygodnić realizację zlecenia...

## Obsada
- Cheryl Ladd – Linda DeSilva Edelman
- Jameson Parker – Robert Edelman
- G.W. Bailey – Masterson
- Kim Coates – Zack Bell
- Matt Clark – John DeSilva
- Keone Young – James Young
- Stanley Anderson – Ike Vanden Eykel
- Hope Lange – Virginia DeSilva
- Jensen Daggett – Dana Shoreham
- Hollis McCarthy – Miriam DeSilva
- Debra Bluford – Terri Beaumont
- Ken Boehr – Fred Zabitosky
- Andrew Gilchrist – Stephen Edelman
- Kimberly Horner – Kathleen Edelman